# Thomas A. Hendricks
Thomas Andrews Hendricks (Fultonham, 7 de setembro de 1819 – Indianápolis, 25 de novembro de 1885) foi um político norte-americano que serviu como representante, senador, 16º governador de Indiana e 21º vice-presidente dos Estados Unidos. Hendricks rapidamente ganhou popularidade no Partido Democrata depois ter sido o primeiro membro do partido a ser eleito governador em um estado do norte após a Guerra de Secessão e por ter defendido a posição Democrata no senado durante a guerra. Eleito governador de Indiana em sua terceira tentativa, seu mandato foi marcado pelo Pânico de 1873, que consumiu a maior parte de suas energias. A maioria Republicana na Assembleia Geral de Indiana se opôs a ele, e Hendricks não conseguiu aprovar nenhuma legislação significativa. Ele foi o candidato vice-presidencial na chapa de Samuel J. Tilden na controversa eleição de 1876. Apesar de sua saúde precária, ele aceitou ser novamente candidato a vice-presidente como running mate de Grover Cleveland na eleição de 1884. Ele foi eleito e ocupou o cargo por oito meses até sua morte.